# Каусеа Натано
Каусеа Натано (5 липня 1957 , Фунафуті ) — політик Тувалу, який обіймає посаду прем'єр-міністра Тувалу з 19 вересня 2019 року.
також є депутатом від Фунафуті, також був віце-прем'єр-міністром країни і міністром комунікацій в кабінеті колишнього прем'єр-міністра Віллі Телаві.

До того, як прийти в політику, Натано був директором митниці Тувалу, а також був помічником секретаря у міністерстві фінансів та економічного планування. Він одружений з Селепою Каусеа Натано.
Після загальних виборів у Тувалу 2019 року, 19 вересня 2019 року, члени парламенту обрали Натано прем'єр-міністром більшістю 10-6 голосів.

## Політична кар'єра
Вперше Натано був обраний до парламенту Тувалу в 2002 році
.
До виборів 2006 року Натано був членом опозиції, але зі змінами у складі парламенту він сподівався сформувати нову коаліціюв.

Натано був одним із семи членів, переобраних на виборах 2006 року
,
на яких він здобув 340 голосів.

Натано був призначений міністром комунальних послуг та промисловості в кабінеті прем'єр-міністра Апісая Іелемія.

Натано був переобраний до парламенту на загальних виборах 2010 року.
Потім він балотувався на посаду прем'єр-міністра і отримав сім голосів від депутатів, таким чином зазнавши поразки від Маатії Тоафи, який отримав вісім.

У грудні 2010 року уряд Тоафи бпішов у відставку через вотум недовіри, і Віллі Телаві здобув прем'єрство.

Натано був серед тих, хто підтримував Телаві, що дозволило йому увійти до складу уряду.
Після призначення свого кабінету 24 грудня Телаві призначив Натано міністром комунікацій.

а також віце-прем'єр-міністром.

Після відсторонення прем'єр-міністра Телаві генерал-губернатором сером Іакобою Італелі 1 серпня 2013 року в контексті політичної кризи (Телаві намагався керувати без підтримки парламенту), Натано та решта кабінету були відсторонені від посади, тепер опозиція мала явну більшість у парламенті.
Натано був переобраний на загальних виборах 2015 року року і знову на загальних виборах 2019 року.